# 視聴者参加型生クイズ お茶の間アンサー!
『視聴者参加型生クイズ お茶の間アンサー!』（しちょうしゃさんかがたなまクイズ おちゃのまアンサー）は、東海テレビで2014年4月18日から12月19日まで放送されていた中京ローカルのクイズ番組である。放送時間は毎週金曜日の19:00〜19:57（JST）。

## 概要
生放送で進行される番組の中で、東海3県（愛知県・岐阜県・三重県）の歴史や文化などにまつわるクイズに答えていく。
原則解答するのは、番組を見ている視聴者で、テレビのデータ放送やパソコン、スマホなどで、4択の中から制限時間内に選択肢を選んで解答する。
同時に東海テレビBスタジオにいるゲストも、視聴者と同じ立場で解答。クイズ終了時点で、ゲスト以上の正解数を収めている視聴者の中から抽選で現金がプレゼントされる。またゲストも、全体の参加者の中で上位数百名の中に入っていれば番組から賞品が贈られるが、入っていなければゲストへの賞品も視聴者プレゼントとなる。
2013年から不定期で数回、通常は同時ネットされている『ネプリーグ』を差し替え、月曜19時台に放送したところ好評だった為、2014年4月から、金曜19時台にレギュラーで放送された。
なお、東海テレビの金曜19時台（ローカル枠）でのクイズ番組は、1985年3月で終了となった「まるごとハワイへチャンスクイズ」（これも視聴者参加番組）以来29年ぶりであった。

## 出演
- MC：福澤朗[1]
- アシスタント：武裕美（当時東海テレビアナウンサー）
- リポーター：白井奈津
- ゲスト解答者2組

## ルール（レギュラー版）
番組から出題される4択問題に、視聴者とスタジオゲスト2人が解答。視聴者は先述の方法で、ゲストは手元にあるセットのボタンを押して、それぞれ答える。
全ての問題が終了した時点で、全問正解した視聴者の中から抽選で1名に現金10万円が、2人の内より多く正解した方のゲストと正解数が同じかそれ以上の正解数だった視聴者の中から抽選で10名に現金1万円が、それぞれ贈られる。

## 主なコーナー
えらんで答えて! チョイスdeアンサー!
用意された問題ジャンルの中からゲストが交互に選択。選ばれたジャンルから問題が出題される。
お茶ナマ中継
毎回、東海地方のスポットから生中継。中継先で行われたアンケートの結果予想や、中継先に関する問題に答える。
よく見て答えて! あれ、何だっけ?
身の回りにある建造物やマークなどの正しい画像を、4つの中から選ぶ。
どうする?よん太くん
番組キャラクター「茶乃間よん太くん」が東海地方のスポットにお出かけしているという設定で、出掛けた先にまつわるクイズやマナー・礼儀作法に関するクイズが出題される類似コーナーとして『ギョーテン!武ちゃんが行く!』や、『お茶の間劇場 良知マナ』、がある。

## スタッフ
- ナレーター：蟹江篤子・上田定行・平野裕加里他
- 構成：穂坂友宏[4]
- プロデューサー：渡辺克彦[5]
- 制作協力：東海テレビプロダクション、コックスプロジェクト、極東電視台[6]
- 製作著作：東海テレビ

## 備考
- 中日ドラゴンズ戦の野球中継またはフジテレビで放送されるスポーツ中継・特別番組、またはFNSソフト工場などの自社制作番組、年末年始の特別編成番組がある場合は本番組を休止することもあり、振り替え放送は行わなかった。
- 東海テレビでは長年、金曜日の19時台を自社制作によるローカル放送枠とし、『音楽クイズ・セクションフォー』『家族対抗チャンスクイズ』『鶴瓶の音楽に乾杯!』『西川きよしのご縁です!』等の番組を制作・放送してきたが、2014年12月の『お茶の間アンサー!』終了を以てこの時間帯での自社制作を取りやめることになった。年末・年始の特別番組をはさんで、2015年1月23日からはフジテレビ制作の番組[7]を同時ネットで放送している。